# 山崎岳人
山崎岳人（やまさき たけひと）は日本の財務官僚、弁護士。

## 来歴
早稲田大学高等学院、早稲田大学政治経済学部政治学科卒業。2002年 財務省に入省。政府の経済財政政策の企画・立案に参画する大臣官房総合政策課に配属。主に課長や課長補佐が政策を企画・立案するためのデータ収集、資料作成・配布等を行っていた。2004年7月 札幌国税局調査査察部統括国税調査官付国税調査官。企業の経理の精査に携わる。2007年 財務省を退官。2010年3月 東京大学大学院法学政治学研究科法曹養成専攻（法科大学院）修了。同年9月 司法試験に合格。司法修習を経て、2011年12月15日 弁護士登録（東京弁護士会）。同年12月 コスモス法律事務所に入所。

## 略歴
- 2002年4月：財務省に入省。大臣官房総合政策課に配属。
- 2004年7月：札幌国税局調査査察部統括国税調査官付国税調査官。
- 2007年：財務省を退官。
- 2010年3月：東京大学大学院法学政治学研究科法曹養成専攻（法科大学院）修了。
- 2010年9月：司法試験に合格[2]。
- 2011年12月15日：弁護士登録（東京弁護士会）。
- 2011年12月：コスモス法律事務所に入所。
- 2017年：東京弁護士会法制委員会副委員長。

## 著作

### 共著
- （東京弁護士会税務特別委員会（編））『新訂第8版法律家のための税法（民法編）』（新日本法規、2022年2月）
- （東京弁護士会弁護士研修センター運営委員会（編））『これだけは押さえておきたい！ 債権法改正の重要ポイント』（ぎょうせい、2018年6月）

## 同期入省
同期には浅賀崇（内閣官房内閣参事官（内閣人事局））、小岩徹郎（新潟県総務部長）、藤中康生（主計局主計企画官（財務分析担当））、梅村元史（大臣官房企画官兼内閣官房国家安全保障局企画官）らがいた。